# Crepidodera sahalinensis
Crepidodera sahalinensis es un coleóptero de la familia Chrysomelidae. Fue descrita científicamente en 1996 por Konstantinov.